# Étienne Léopold Trouvelot

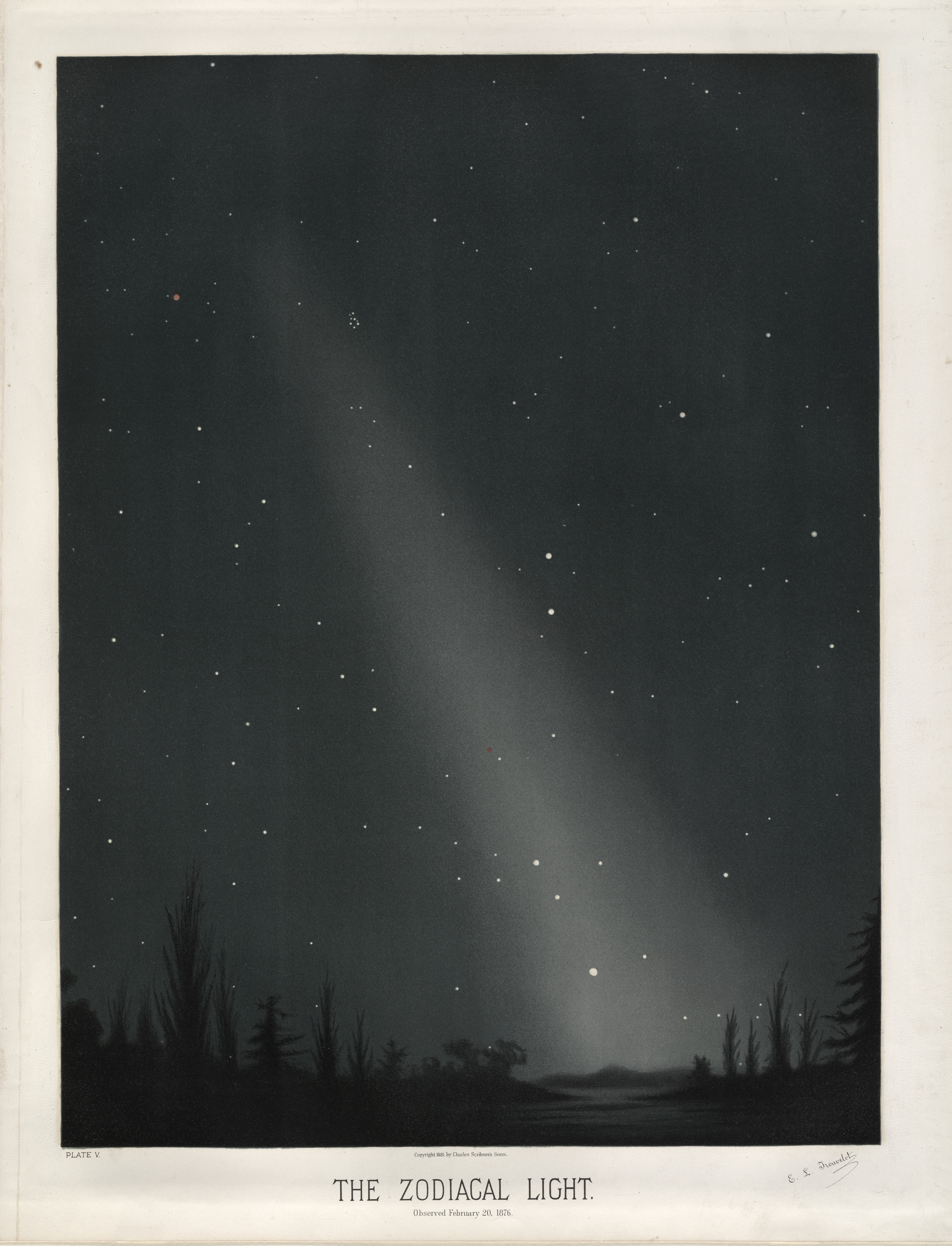
Litografía de Trouvelot describiendo la luz zodiacal

Étienne Léopold Trouvelot (26 de diciembre de 1827 – 22 de abril de 1895) fue un artista, astrónomo y entomólogo aficionado francés. 
Es conocido por la importación y liberación de la polilla gitana en América del Norte. La expansión de estas polillas como una especie invasora ha causado la destrucción de millones de árboles de madera dura en los Estados Unidos Orientales.También es conocido por sus aproximadamente 7000 ilustraciones astronómicas de gran calidad.

## Biografía
Trouvelot nació en Aisne, en el norte de Francia. Durante sus años de juventud estuvo aparentemente implicado en política y tuvo inclinación por el partido republicano. Tras el Golpe de Estado dado por Louis Napoleón en 1852, huyó con su familia a los Estados Unidos. Recalaron en la ciudad de Medford, Massachusetts, un suburbio de Boston, donde se aposentó junto con su familia como artista y astrónomo.
También era un activo entomólogo aficionado. En aquella época, las mariposas que producen la seda estaban siendo diezmadas por varias enfermedades en los Estados Unidos. Trouvelot estaba muy interesado en las larvas de los lepidópteros, incluyendo las polillas de la seda americana, que pensaba que potencialmente podrían ser utilizadas para la producción de seda. Por razones que se desconocen, Trouvelot llevó huevos de la polilla gitana desde Europa a mediados de la década de 1860, depositándolos en el bosque situado detrás de su casa. Desafortunadamente, algunas larvas llegaron al bosque cercano. A partir de este momento, existen informes contradictorios sobre las acciones resultantes. En unos se dice que, a pesar de emitir avisos orales y escritos de las posibles consecuencias, ningún agente del gobierno estuvo dispuesto a colaborar en la búsqueda y destrucción de las polillas. En cambio, en otros se señala que Trouvelot era consciente del riesgo, y que no hay evidencias directas de que contactase con personal del gobierno.
Al poco tiempo de este incidente, perdió el interés por la entomología, y se volcó de nuevo en la astronomía. En este campo pudo poner en juego sus habilidades como artista para ilustrar sus observaciones. Su interés por la astronomía posiblemente resurgió en 1870, cuando presenció varias auroras.
Cuando Joseph Winlock, director del Observatorio del Harvard College, vio la calidad de sus ilustraciones, incorporó a Trouvelot al personal de la institución en 1872. En 1875 tuvo la oportunidad de utilizar el telescopio refractor de 26 pulgadas del Observatorio Naval durante un año. A lo largo de su vida produjo aproximadamente 7000 ilustraciones astronómicas de gran calidad. Quince de sus mejores dibujos al pastel fueron publicados por Charles Scribner e Hijos en 1881. Estaba particularmente interesado en el Sol, descubriendo "puntos velados" en su superficie en 1875. Fue elegido Socio de la Academia Estadounidense de las Artes y las Ciencias en 1877.
Además de sus ilustraciones, publicó unos 50 artículos científicos.
Hacia 1882, Trouvelot había regresado a Francia, donde se incorporó al Observatorio de Meudon, donde trabajó con fotografías y acabó comprometido en una amarga rivalidad con su jefe, el astrónomo Jules Janssen. Estos hechos sucedieron unos cuantos años antes de que la magnitud del problema causado por la liberación de las polillas se hiciera evidente al gobierno local de Massachusetts.
Murió en Meudon, al sudoeste de París. La polilla gitana pasó a ser considerada una plaga seria, fracasando los intentos para erradicarla (finalmente, nunca han tenido éxito). Desde entonces, la polilla gitana continúa su expansión por los Estados Unidos, y junto con otras plagas que consumen el follaje de los árboles, causa anualmente daños millonarios en los bosques.

## Premios y honores
- Premio Valz de la Academia Francesa de Ciencias.
- El cráter lunar Trouvelot lleva este nombre en su memoria.[8]
- El cráter marciano Trouvelot también conmemora su nombre.[9]

## Galería

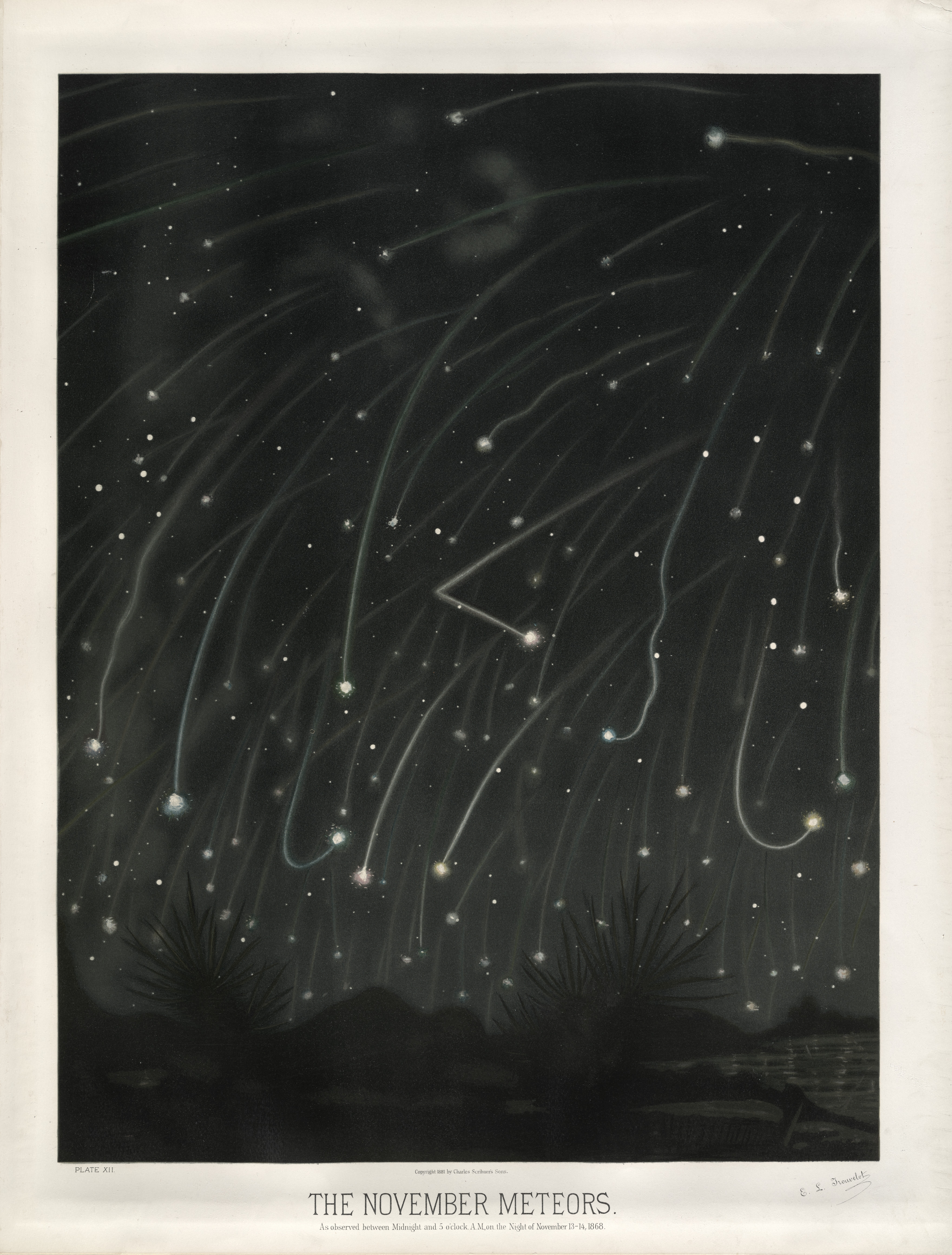
Lluvia de las Leónidas, 1868
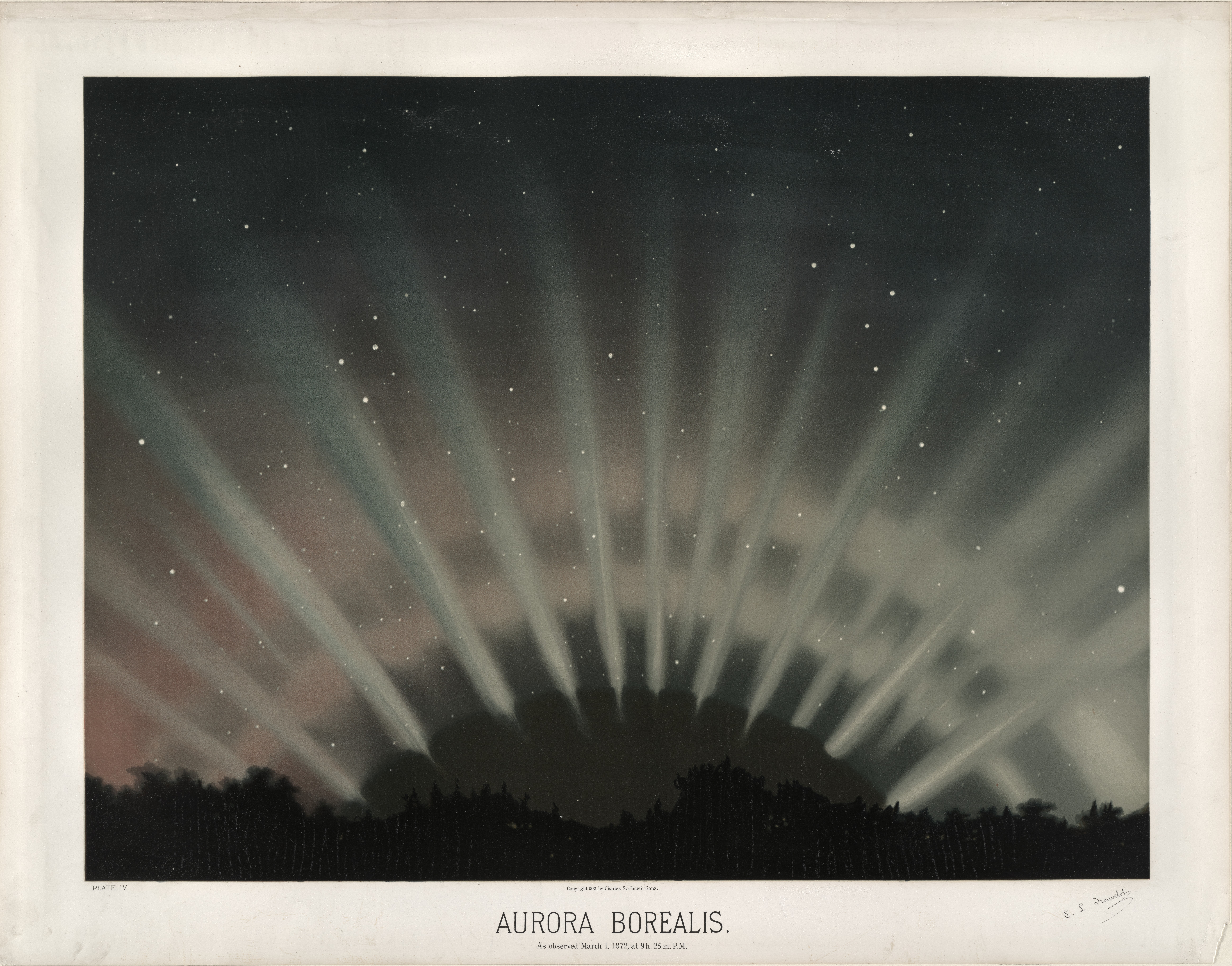
Aurora Boreal, 1872
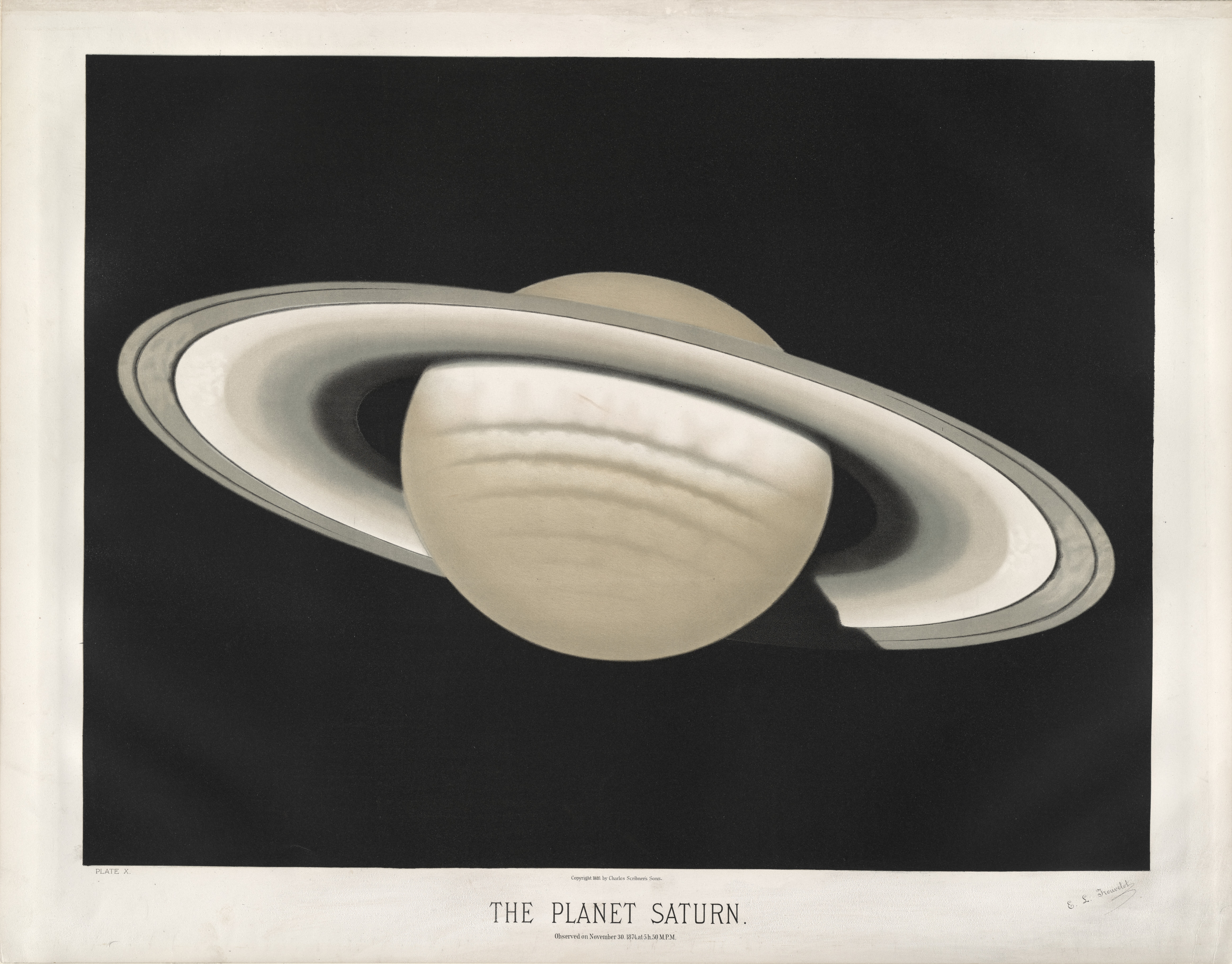
Saturno, 1874
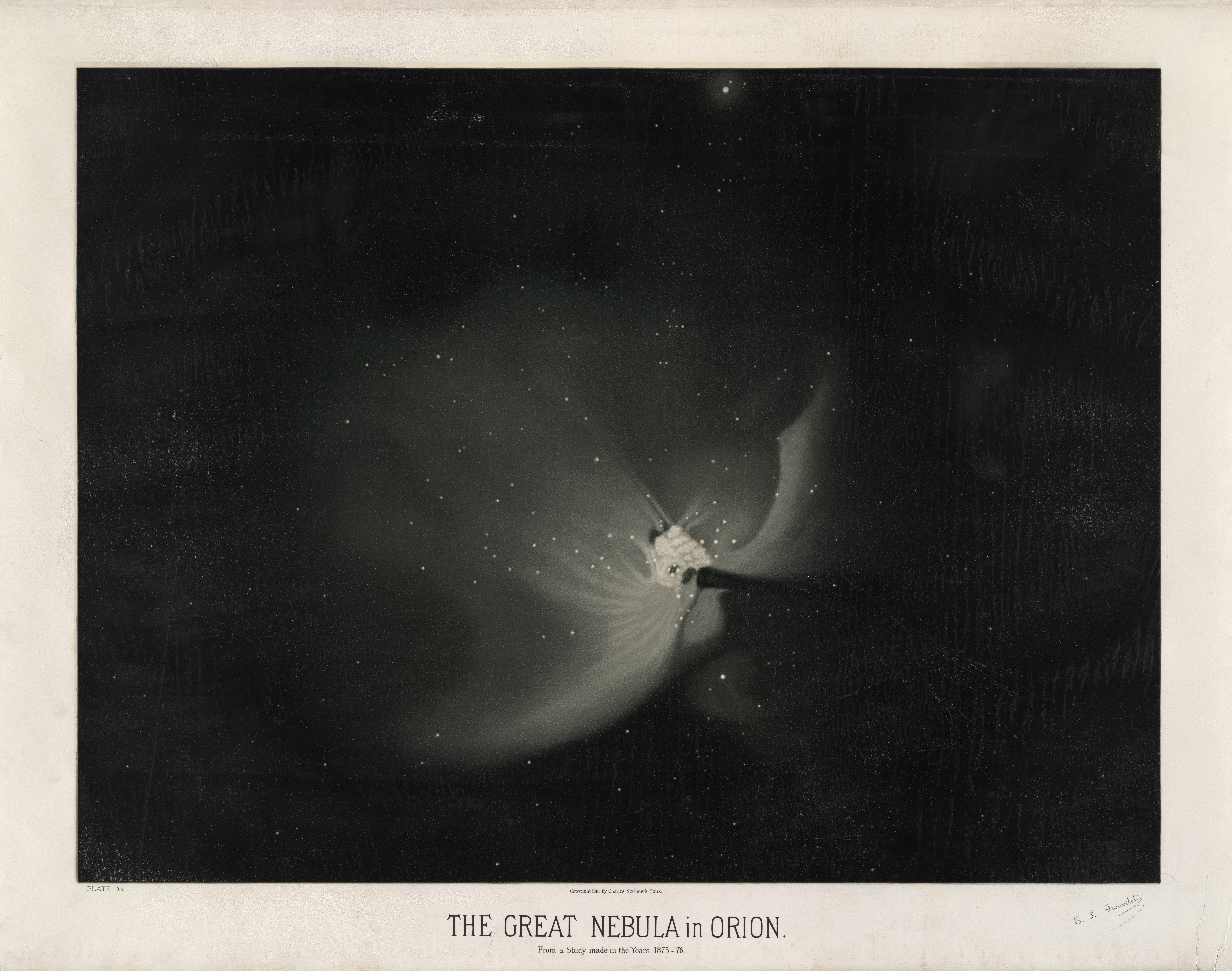
Nebulosa de Orión, 1875
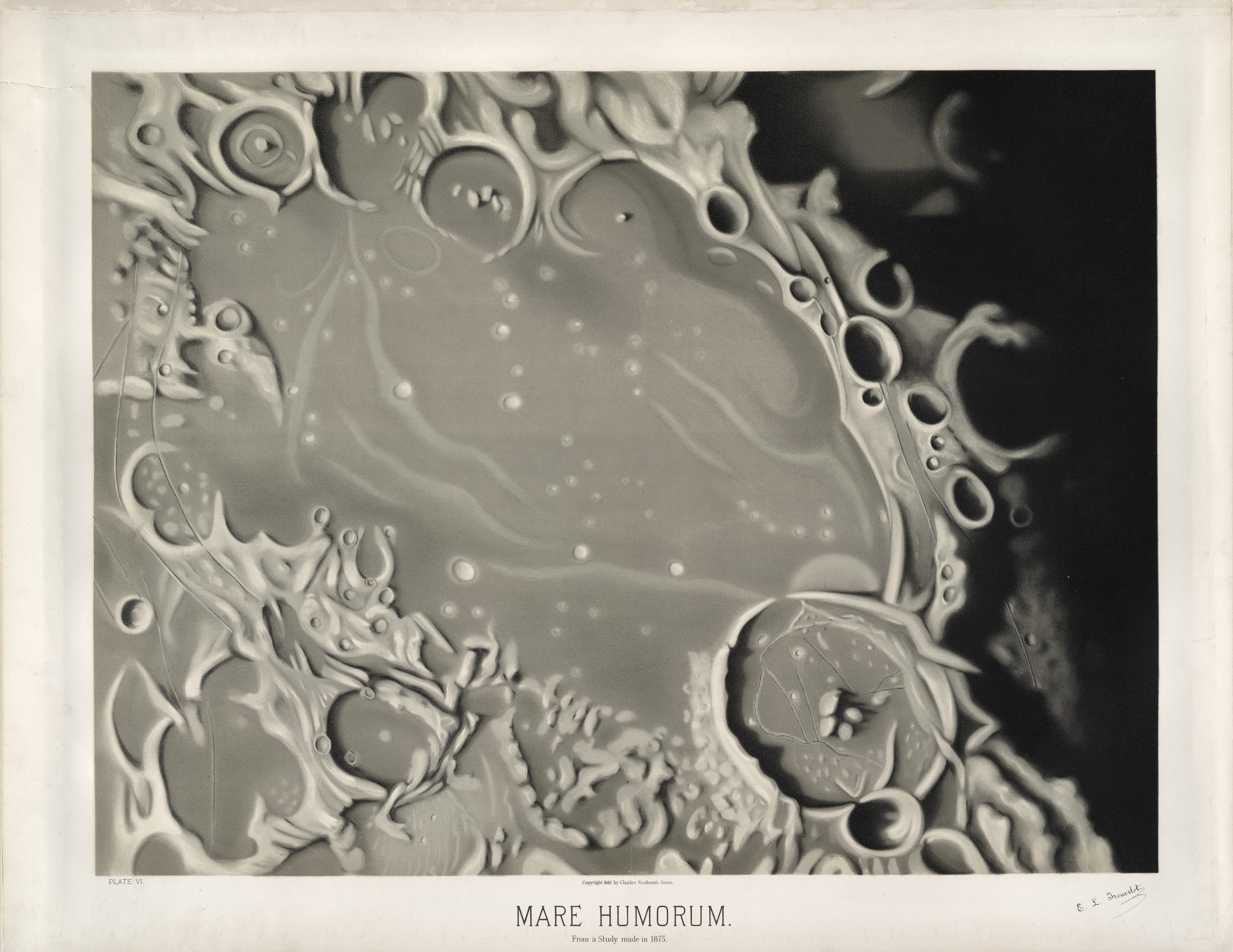
Luna, 1875

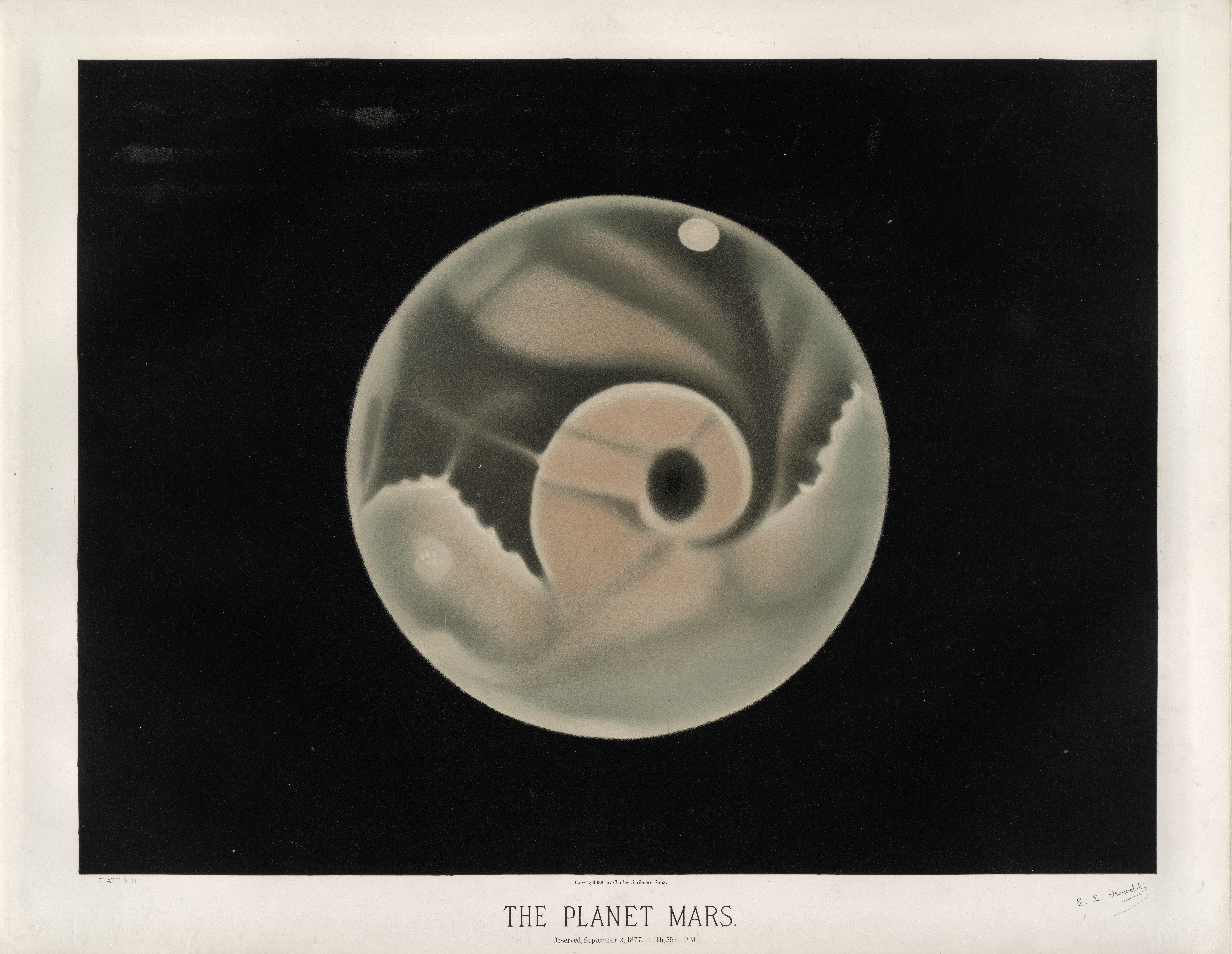
Marte, 1877
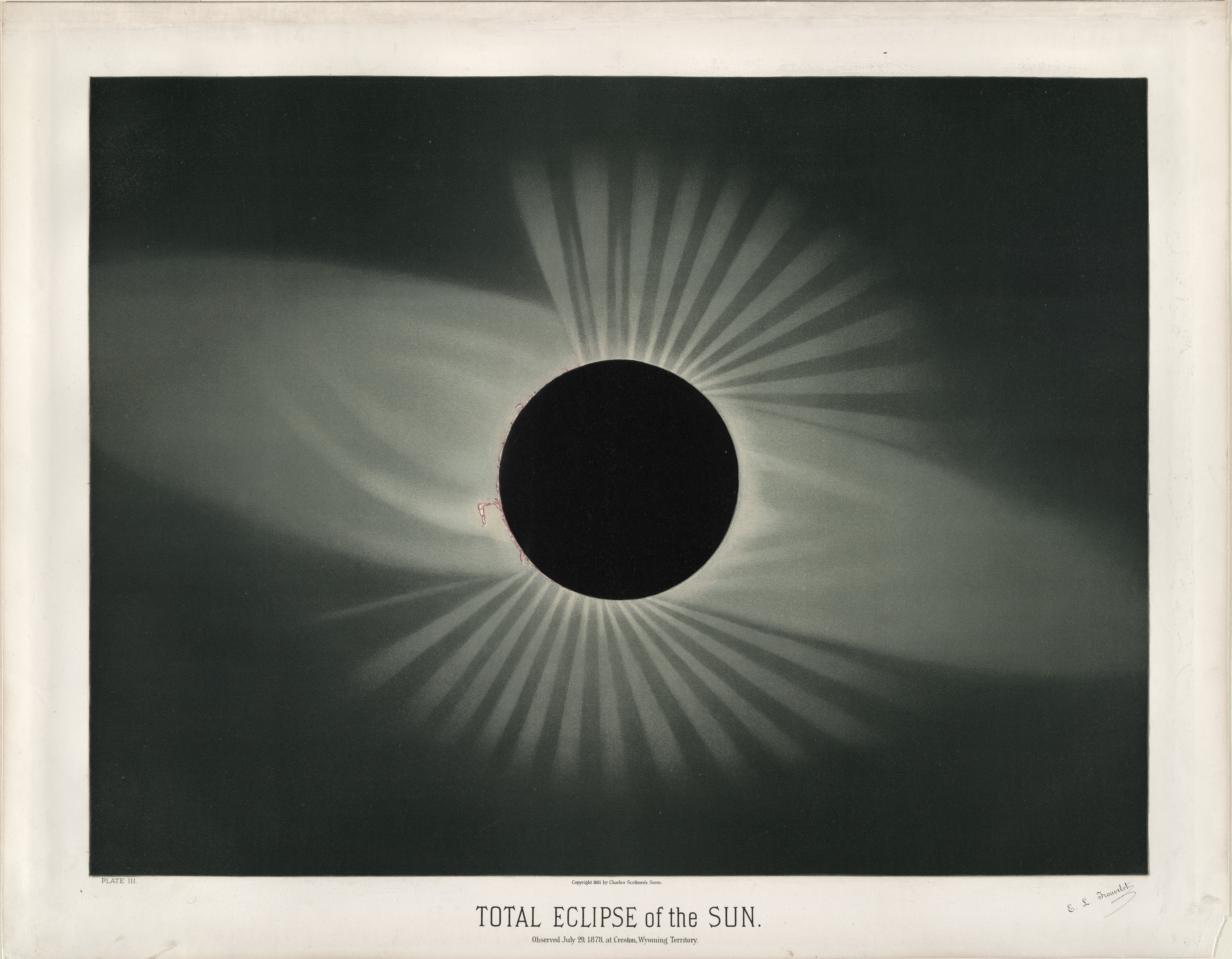
Eclipse solar del 29 de julio de 1878
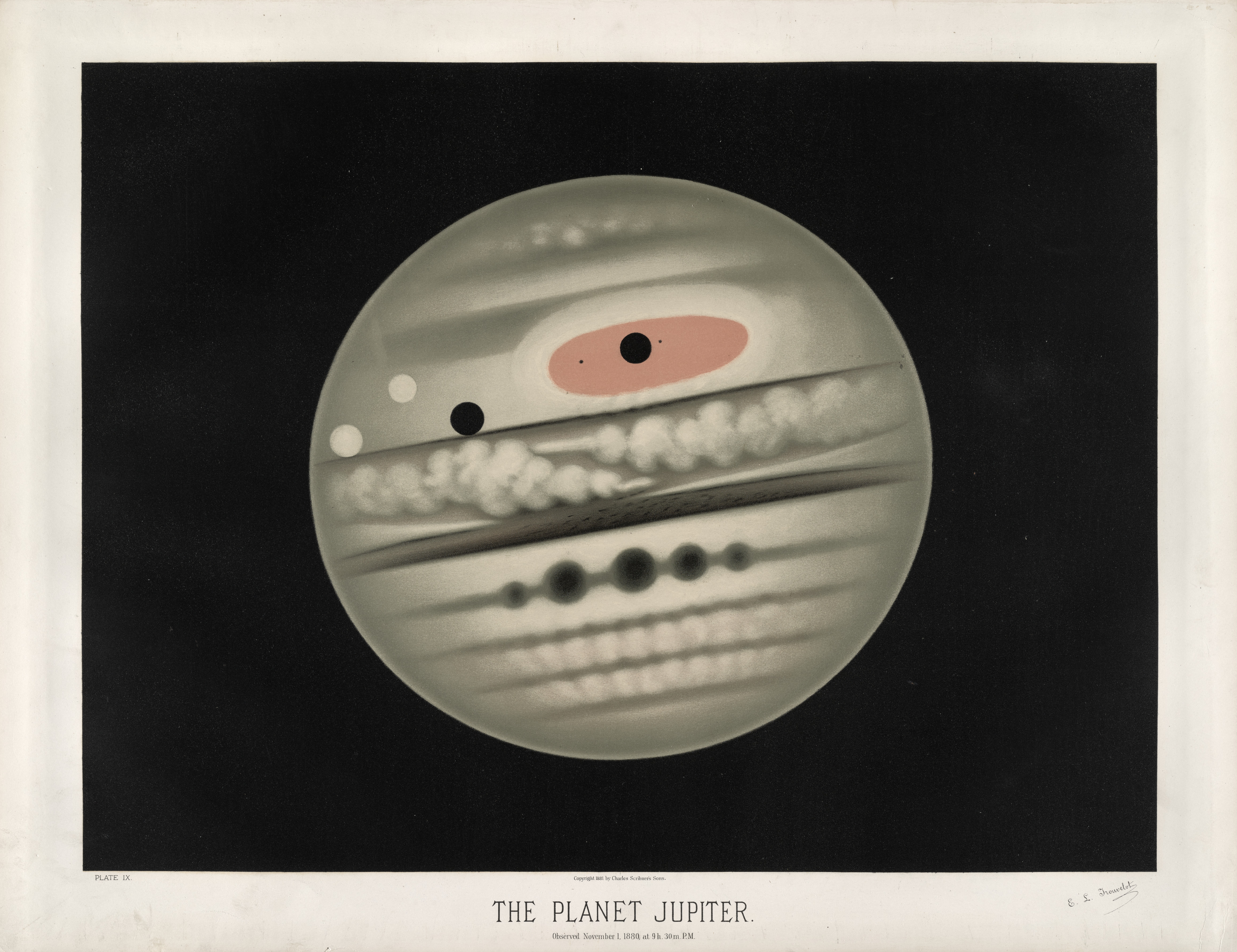
Júpiter, 1880
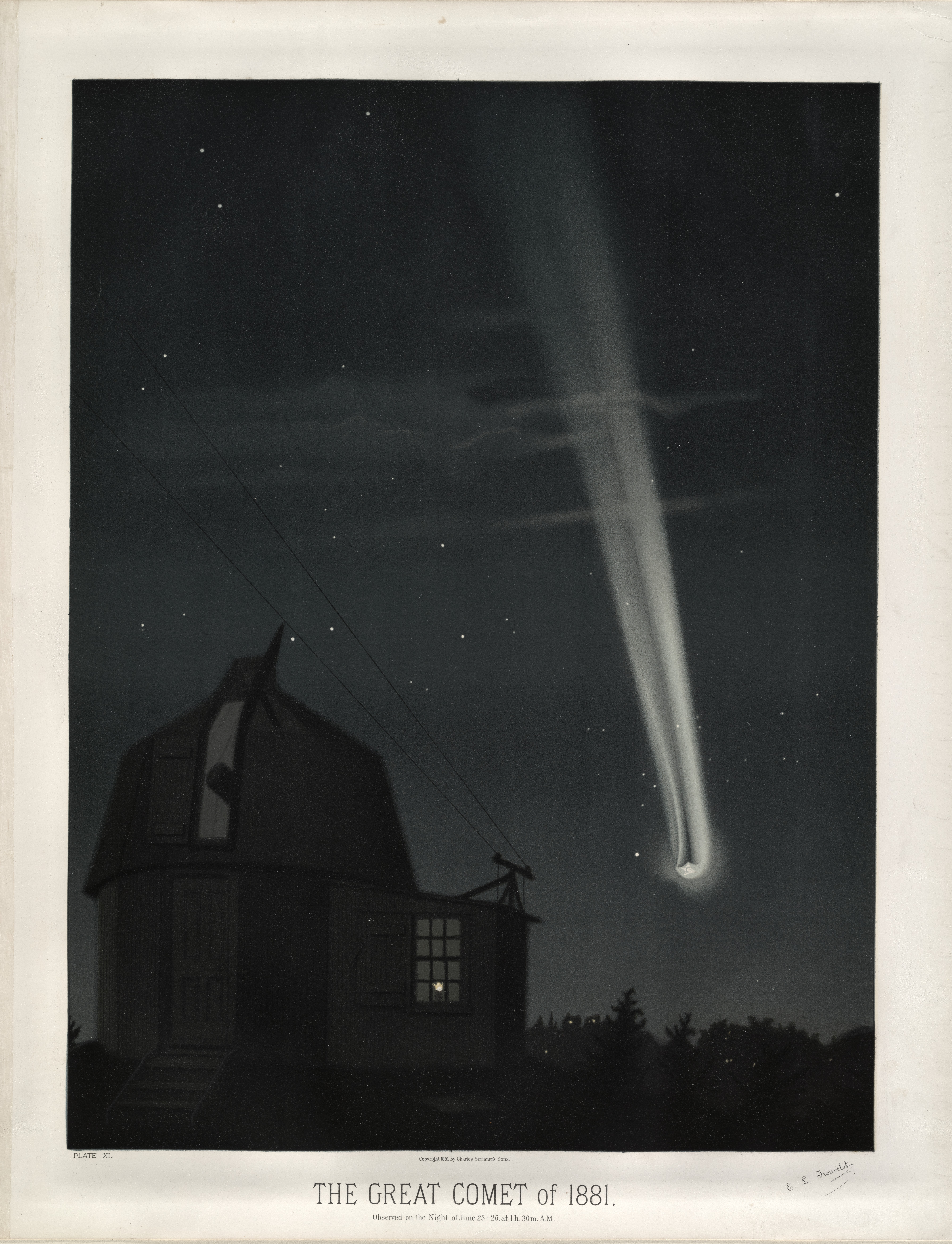
El Cometa Grande de 1881
Los meteoros de noviembre